# Silene foetida
Silene foetida é uma espécie de planta com flor pertencente à família Caryophyllaceae. 
A autoridade científica da espécie é Link, tendo sido publicada em Syst. Veg. (ed. 16) (Sprengel) 2: 406. 1825.

## Portugal
Trata-se de uma espécie presente no território português, nomeadamente os seguintes táxones infraespecíficos:
- Silene foetida subsp. foetida - presente em Portugal Continental. Em termos de naturalidade é endémica da região atrás referida. Não se encontra protegida por legislação portuguesa ou da Comunidade Europeia.